# Малый Арарат
Ма́лый Арара́т, или Сис (тур. Küçük Ağrı Dağı, арм. Սիս) — стратовулкан, расположенный на территории Турции, на Армянском нагорье, один из конусов вулканического массива Арарат. Высота конуса над уровнем моря составляет 3896 метров (согласно другим источникам — 3925 м). Расстояние до соседнего конуса горы Большой Арарат — 11 км.